# Новоивановка (Новосибирская область)
Новоивановка — деревня в Карасукском районе Новосибирской области России. Входит в состав сельского поселения Октябрьский сельсовет.

## География
Расположена на границе с Бурлинским районом Алтайского края, в 39 километрах от железнодорожной станции Карасук.

## История
Выселок Ново-Ивановский основан в 1911 г. В 1928 г. состоял из 48 хозяйств. Центр Ново-Ивановского сельсовета Ново-Алексеевского района Славгородского округа Сибирского края.

## Население
По Переписи 1926 г. в посёлке проживало 262 человека (124 мужчины и 138 женщин), основное население — украинцы.
| 2002 | 2007 | 2010 | 2014 |
| ---- | ---- | ---- | ---- |
| 288  | ↘257 | ↗279 | ↘259 |

## Инфраструктура
В деревне есть ФАП, дом культуры, библиотека, основная общеобразовательная школа с группами дошкольного образования. На базе дома культуры действует Центр немецкой культуры Новосибирского областного Российско-Немецкого дома.